# Lilla Måkevattnet
Lilla Måkevattnet är en sjö i Stenungsunds kommun i Bohuslän och ingår i Göta älv-Bäveåns kustområde. Sjön är 7,5 meter djup, har en yta på 0,029 kvadratkilometer och är belägen 93 meter över havet.